# متحف الحمدان
متحف الحمدان أحد متاحف منطقة القصيم يقع في محافظة عنيزة، أسسه إبراهيم بن صالح بن حمد الحمدان، المتخف عبارة عن مزرعة كبيرة بها عدد كبير من المباني التراثية والمبنية من الطين واللبن ومسقوفة بخشب الأثل، وقد تم عرض مقتنيات ذلك المتحف داخل غرف تلك المباني وفي الممرات التي بينها وذلك بأسلوب عرض منسق وقد تم العرض من خلال التعليق على الحائط أو من خلال فاترينات ألمنيوم وستاندات خشبية أو من خلال عرضها على أرفف.
ومن محتويات المتحف الملابس الرجالية والنسائية وكذلك أواني الطهي والطعام والشراب وكذلك أواني القهوة وأدوات الإضاءة والمباخر ومجموعة من أدوات الحرب والأسلحة من بنادق وسيوف وخناجر ورماح وأدوات الزراعة والري وبعض الأدوات المدرسية والكتب والمخطوطات إضافة إلى بعض العملات وقد أستخدم العرض في بعض الأحيان في تمثيل بعض المهن والعادات الأسرية القديمة كما أن المزرعة إضافة إلى المتحف تضم حديقة حيوانات تشمل الكثير من أنواع الحيوانات الداجنة والبرية الأنيسة منها والمفترسة.

## وصلات خارجية
- متحف الحمدان
- محافظ عنيزة يفتتح متحف الحمدان التراثي